# Лейк (окръг, Илинойс)
Вижте пояснителната страница за други населени места с името Лейк.
Окръг Лейк (на английски: Lake County) е окръг в щата Илинойс, Съединени американски щати. Площта му е 3543 km², а населението - 644 356 души (2000). Административен център е град Уокиган. В превод от английски lake означава езеро.